# Lista de obras de Georg Friedrich Händel

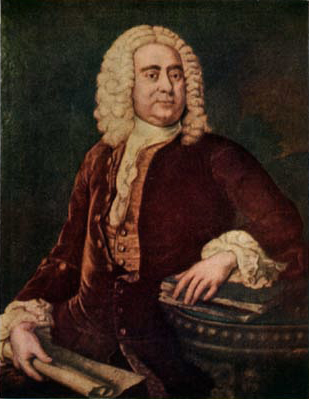
Georg Friedrich Händel

Lista das obras de Georg Friedrich Händel (numeração HWV).
Além da HWV poderão ser encontradas outras numerações:
- HG para Ausgabe der Deutschen Händelgesellschaft (Friedrich Chrysander)
- HHA para Hallische Händel-Ausgabe

## Óperas
| HWV     | Título                             | Estreia                 | Local                                  | Libretista                            | Observ.                                |
| ------- | ---------------------------------- | ----------------------- | -------------------------------------- | ------------------------------------- | -------------------------------------- |
| HWV 1   | Almira                             | 8 de janeiro de 1705    | Oper am Gänsemarkt, Hambourg           | F.C. Feustking                        | música incompleta                      |
| HWV 2   | Nero                               | 25 de fevereiro de 1705 | Oper am Gänsemarkt, Hambourg           | F.C. Feustking                        | música perdida                         |
| HWV 3   | Florindo                           | janeiro de 1708         | Oper am Gänsemarkt, Hambourg           | H. Hinsch                             | música perdida                         |
| HWV 4   | Daphne                             | janeiro de 1708         | Oper am Gänsemarkt, Hambourg           | H. Hinsch                             | música perdida                         |
| HWV 5   | Rodrigo                            | novembro (?) 1707       | Teatro Niccolini (Florença)            | F. Silvani                            |                                        |
| HWV 6   | Agrippina                          | janeiro de (?) 1710     | Teatro San Giovanni Grisostomo, Veneza | V. Grimani                            |                                        |
| HWV 7a  | Rinaldo (1.ª versão)               | 24 de fevereiro de 1711 | Queen's Theatre, Londres               | Aaron Hill & Giacomo Rossi            |                                        |
| HWV 7b  | Rinaldo (2.ª e 3.ª versões)        |                         |                                        |                                       |                                        |
| HWV 8a  | Il pastor fido (1.ª versão)        | 22 novembro 1712        | Queen's Theatre, Londres               | G. Rossi segundo G.B. Guarini         |                                        |
| HWV 8b  | Terpsichore                        |                         |                                        |                                       |                                        |
| HWV 8c  | Il pastor fido (2.ª e 3.ª versões) |                         |                                        |                                       |                                        |
| HWV 9   | Teseo                              | 10 de janeiro de 1713   | Queen's Theatre, Londres               | N. Haym segundo Ph. Quinault          | 5 atos                                 |
| HWV 10  | Silla                              | junho 1713 (?)          | Burlington House, Londres              | G. Rossi                              |                                        |
| HWV 11  | Amadigi di Gaula                   | 25 de maio de 1715      | King's Theatre, Londres                | N. Haym segundo A. Houdar de la Motte |                                        |
| HWV 12a | Radamisto (1.ª versão)             | 27 de abril de 1720     | King's Theatre, Londres                | N. Haym segundo D. Lalli              |                                        |
| HWV 12b | Radamisto (2.ª e 3.ª versões)      |                         |                                        |                                       |                                        |
| HWV 13  | Muzio Scevola (apenas ato III)     | 15 de abril de 1721     | Covent Garden, Londres                 | P.A. Rolli                            | atos I & II : F. Amadei & G. Bononcini |
| HWV 14  | Floridante                         | 9 de dezembro de 1721   | King's Theatre, Londres                | P.A. Rolli segundo F. Silvani         |                                        |
| HWV 15  | Ottone, Re di Germania             | 12 de janeiro de 1723   | King's Theatre, Londres                | N. Haym segundo S.F. Pallavicino      |                                        |
| HWV 16  | Flavio, Re de' Longobardi          | 14 maio 1723            | King's Theatre, Londres                | N. Haym segundo M. Noris              |                                        |
| HWV 17  | Giulio Cesare in Egitto            | 20 de fevereiro de 1724 | King's Theatre, Londres                | N. Haym segundo G.F. Bussani          |                                        |
| HWV 18  | Tamerlano                          | 31 de outubro de 1724   | King's Theatre, Londres                | N. Haym segundo A. Piovene            |                                        |
| HWV 19  | Rodelinda, Regina de Longobardi    | 13 de fevereiro de 1725 | King's Theatre, Londres                | N. Haym segundo A. Salvi              |                                        |
| HWV 20  | Publio Cornelio Scipione           | 12 de março de 1726     | King's Theatre, Londres                | P.A. Rolli                            |                                        |
| HWV 21  | Alessandro                         | 5 de maio de 1726       | King's Theatre, Londres                | P.A. Rolli segundo O. Mauro           |                                        |
| HWV 22  | Admeto, Re di Tessaglia            | 31 de janeiro de 1727   | King's Theatre, Londres                | N. Haym segundo A. Aureli e O. Mauro  |                                        |
| HWV 23  | Riccardo Primo, Re d'Inghilterra   | 11 de novembro de 1727  | King's Theatre, Londres                | P.A. Rolli segundo F. Briani          |                                        |
| HWV 24  | Siroe, Re di Persia                | 17 de fevereiro de 1728 | King's Theatre, Londres                | N. Haym segundo P. Metastasio         |                                        |
| HWV 25  | Tolomeo, Re di Egitto              | 30 de abril de 1728     | King's Theatre, Londres                | N. Haym segundo C.S. Capece           |                                        |
| HWV 26  | Lotario                            | 2 de dezembro de 1729   | King's Theatre, Londres                | G. Rossi segundo A. Salvi             |                                        |
| HWV 27  | Partenope                          | 24 de fevereiro de 1730 | King's Theatre, Londres                | adaptado de S. Stampiglia             |                                        |
| HWV 28  | Poro, Re dell'Indie                | 2 de fevereiro de 1731  | King's Theatre, Londres                | adaptado de P. Metastasio             |                                        |
| HWV 29  | Ezio                               | 15 de janeiro de 1732   | King's Theatre, Londres                | adaptado de P. Metastasio             |                                        |
| HWV 30  | Sosarme, Re di Media               | 15 de fevereiro de 1732 | King's Theatre, Londres                | adaptado de A. Salvi                  |                                        |
| HWV 31  | Orlando                            | 27 de janeiro de 1733   | King's Theatre, Londres                | adaptado de C.S. Capece               |                                        |
| HWV 32  | Arianna em Creta                   | 26 de janeiro de 1734   | King's Theatre, Londres                | adaptado de P. Pariati                |                                        |
| HWV 33  | Ariodante                          | 8 de janeiro de 1735    | Covent Garden, Londres                 | adaptado de A. Salvi                  |                                        |
| HWV 34  | Alcina                             | 16 de abril de 1735     | Covent Garden, Londres                 | adaptado de A. Fanzaglia              |                                        |
| HWV 35  | Atalanta                           | 12 maio 1736            | Covent Garden, Londres                 | adaptado de B. Valeriani              |                                        |
| HWV 36  | Arminio                            | 12 de janeiro de 1737   | Covent Garden, Londres                 | adaptado de A. Salvi                  |                                        |
| HWV 37  | Giustino                           | 16 de fevereiro de 1737 | Covent Garden, Londres                 | adaptado de N. Beregan e P. Pariati   |                                        |
| HWV 38  | Berenice                           | 18 maio 1737            | Covent Garden, Londres                 | adaptado de A. Salvi                  |                                        |
| HWV 39  | Faramondo                          | 3 de janeiro de 1738    | King's Theatre, Londres                | adaptado de A. Zeno                   |                                        |
| HWV 40  | Serse                              | 15 de abril de 1738     | King's Theatre, Londres                | adaptado de N. Minato e S. Stampiglia |                                        |
| HWV 41  | Imeneo                             | 22 novembro 1740        | King's Theatre, Londres                | adaptado de S. Stampiglia             |                                        |
| HWV 42  | Deidamia                           | 10 de janeiro de 1741   | King's Theatre, Londres                | P.A. Rolli                            |                                        |

## Música de cena
| HWV    | Título                                                                                   |
| ------ | ---------------------------------------------------------------------------------------- |
| HWV 43 | The Alchimist (música para um espetáculo de Ben Johnson)                                 |
| HWV 44 | There is a blissfull shade and bow'rs ("Comus" música para um espetáculo de John Milton) |
| HWV 45 | Alceste (música para um espetáculo de Tobias Smollet)                                    |

## Oratórios
| HWV     | Título                                                                             |
| ------- | ---------------------------------------------------------------------------------- |
| HWV 46a | Il trionfo del Tempo e del Disinganno                                              |
| HWV 46b | Il trionfo del Tempo e della Verità                                                |
| HWV 47  | La Resurrezione                                                                    |
| HWV 48  | Der für die Sünde der Welt gemarterte und sterbende Jesus (Paixão segundo Brockes) |
| HWV 49a | Acis and Galatea (1.ª versão, masque)                                              |
| HWV 49b | Acis and Galatea (2.ª versão, sérénade)                                            |
| HWV 50a | Esther (Haman and Mordecai), masque                                                |
| HWV 50b | Esther                                                                             |
| HWV 51  | Deborah                                                                            |
| HWV 52  | Athalia                                                                            |
| HWV 53  | Saul                                                                               |
| HWV 54  | Israel no Egito                                                                    |
| HWV 55  | L'Allegro, il Penseroso ed il Moderato                                             |
| HWV 56  | Messiah                                                                            |
| HWV 57  | Samson                                                                             |
| HWV 58  | Semele                                                                             |
| HWV 59  | Joseph and his Bretheren                                                           |
| HWV 60  | Hercules (drame musical)                                                           |
| HWV 61  | Belshazzar                                                                         |
| HWV 62  | Occasional Oratório                                                                |
| HWV 63  | Judas Maccabaeus                                                                   |
| HWV 64  | Joshua                                                                             |
| HWV 65  | Alexander Balus                                                                    |
| HWV 66  | Susanna                                                                            |
| HWV 67  | Solomon                                                                            |
| HWV 68  | Theodora                                                                           |
| HWV 69  | The Choice of Hercules (interlúdio musical)                                        |
| HWV 70  | Jephtha                                                                            |
| HWV 71  | The Triumph of Time and Truth                                                      |

## Sérénades
| HWV    | Título                  |
| ------ | ----------------------- |
| HWV 72 | Aci, Galatea e Polifemo |
| HWV 73 | Il Parnasso in Festa    |

## Odes
| HWV    | Título                                                                          |
| ------ | ------------------------------------------------------------------------------- |
| HWV 74 | Eternal source of light divine (Para o aniversário de nascimento da rainha Ana) |
| HWV 75 | Alexander's Feast or The Power of Music (Em honra de Santa Cecília)             |
| HWV 76 | Ode for St. Cecilia's day                                                       |

## Cantatas
| HWV      | Título                                                            |
| -------- | ----------------------------------------------------------------- |
| HWV 77   | Ah! che pur troppo e vero                                         |
| HWV 78   | Ah! crudel, nel pianto mio                                        |
| HWV 79   | Diana cacciatrice: Alla caccia                                    |
| HWV 80   | Allor ch'io dissi addio                                           |
| HWV 81   | Alpestre monte                                                    |
| HWV 82   | Il Duello amoroso / Daliso ed Amarilli: Amarilli vezzosa          |
| HWV 83   | Amiante e Fillide: Arrista il passo                               |
| HWV 84   | Aure soavi, e lieti                                               |
| HWV 85   | Venus and Adonis: Behold where Venus weeping stands               |
| HWV 86   | Bella ma ritrosetta                                               |
| HWV 87   | Carco sempre di gloria                                            |
| HWV 88   | Care selve, aure grate                                            |
| HWV 89   | Cecilia, vogli um sguardo                                         |
| HWV 90   | Chi rapi la pace al core                                          |
| HWV 91a  | Clori, degli occhi miei (1.ª versão)                              |
| HWV 91b  | Clori, degli occhi miei (2.ª versão)                              |
| HWV 92   | Clori, mia bella Clori                                            |
| HWV 93   | Clori, ove sei?                                                   |
| HWV 94   | Clori, si, ch'io t'adoro                                          |
| HWV 95   | Clori, vezzosa Clori                                              |
| HWV 96   | Clori, Tirsi e Fileno: Cor fedele in vano speri                   |
| HWV 97   | Crudel tiranno Amor                                               |
| HWV 98   | Cuopre tal volta il cielo                                         |
| HWV 99   | Delirio amoroso: Da quel giorno fatale                            |
| HWV 100  | Da sete ardente afflitto                                          |
| HWV 101a | Dal fatale momento (1.ª versão)                                   |
| HWV 101b | Del fatale momento (2.ª versão)                                   |
| HWV 102a | Dalla guerra amorosa (1.ª versão)                                 |
| HWV 102b | Dalla guerra amorosa (2.ª versão)                                 |
| HWV 103  | Deh! lasciate e vita e volo                                       |
| HWV 104  | Del bio idolo mio                                                 |
| HWV 105  | Armida abbandonata: Dietro l'orme fugaci                          |
| HWV 106  | Dimmi, o mio cor                                                  |
| HWV 107  | Ditemi, o piante                                                  |
| HWV 108  | Dolce mio ben, s'io taccio                                        |
| HWV 109a | Dolce pur d'amor l'affanno (1.ª versão)                           |
| HWV 109b | Dolce pur d'amor l'affanno (2.ª versão)                           |
| HWV 110  | Agrippina condotta a morire: Dunque sara pur vero                 |
| HWV 111a | E partirai, mia vita? (1.ª versão)                                |
| HWV 111b | E partirai, mia vita? (2.ª versão)                                |
| HWV 112  | Figli del mesto cor                                               |
| HWV 113  | Figlio d'alte speranze                                            |
| HWV 114  | Fili adorata e cara                                               |
| HWV 115  | Fra pensieri quel pensiero                                        |
| HWV 116  | Fra tante pene                                                    |
| HWV 117  | Hendel, non puo mia Musa                                          |
| HWV 118  | Ho fuggito Amore anch'io                                          |
| HWV 119  | (Io languisco fra le goije). Echeggiate, festeggiate, Numi eterni |
| HWV 120a | Irene, idolo mio (1.ª versão)                                     |
| HWV 120b | Irene, idolo mio (2.ª versão)                                     |
| HWV 121a | La Solitudine: L'aure grate, il fresco rio (1.ª versão)           |
| HWV 121b | La Solitudine: L'aure grate, il fresco rio (2.ª versão)           |
| HWV 122  | Apollo e Dafne: La terra e liberata                               |
| HWV 123  | Languia di bocca lusinghiera                                      |
| HWV 124  | (The Praise od Harmony): Look down, harmonius Saint               |
| HWV 125a | Lungi da me pensier tiranno (1.ª versão)                          |
| HWV 125b | Lungi da me pensier tiranno (2.ª versão)                          |
| HWV 126a | Lungi da voi, che siete poli (1.ª versão)                         |
| HWV 126b | Lungi da voi, che siete poli (2.ª versão)                         |
| HWV 126c | Lungi da voi, che siete poli (3.ª versão)                         |
| HWV 127a | Lungi dal mio bel Nume (1.ª versão)                               |
| HWV 127b | Lungi dal mio bel Nume (2.ª versão)                               |
| HWV 127c | Lungi dal mio bel Nume (3.ª versão)                               |
| HWV 128  | Lungi n'ando Fileno                                               |
| HWV 129  | Manca pur quanto sai                                              |
| HWV 130  | Mentre il tutto e in furore                                       |
| HWV 131  | Menzognere speranze                                               |
| HWV 132a | Mi palpita il cor (2.ª versão de HWV 106)                         |
| HWV 132b | Mi palpita il cor (1.ª versão)                                    |
| HWV 132c | Mi palpita il cor (2.ª versão)                                    |
| HWV 132d | Mi palpita il cor (3.ª versão)                                    |
| HWV 133  | Ne' tuoi lumi, o bella Clori                                      |
| HWV 134  | Pensieri notturni di Filli: Nel dolce del'oblio                   |
| HWV 135a | Nel dolce tempo (1.ª versão)                                      |
| HWV 135b | Nel dolce tempo (2.ª versão)                                      |
| HWV 136a | Nell'africane selve (1.ª versão)                                  |
| HWV 136b | Nell'africane selve (2.ª versão)                                  |
| HWV 137  | Nella stagion che di viole e rose                                 |
| HWV 138  | Nice, che fa? che pensa?                                          |
| HWV 139a | Ninfe e pastori (1.ª versão)                                      |
| HWV 139b | Ninfe e pastori (2.ª versão)                                      |
| HWV 139c | Ninfe e pastori (3.ª versão)                                      |
| HWV 140  | No se emendera jamas                                              |
| HWV 141  | Non sospirar, non piangere                                        |
| HWV 142  | Notte placida e cheta                                             |
| HWV 143  | Olinto pastore, Tebro fiume, Gloria: Oh come chiare e belle       |
| HWV 144  | O lucenti, o sereni occhi                                         |
| HWV 145  | La Lucrezia: Oh Numi eterni                                       |
| HWV 146  | Occhi miei che faceste?                                           |
| HWV 147  | Parti, l'idolo mio                                                |
| HWV 148  | Poiche giuraro Amore                                              |
| HWV 149  | Qual sento io non conosciuto                                      |
| HWV 150  | (Ero e Leandro): Qual ti riveggio, oh Dio                         |
| HWV 151  | Qualor crudele, si, ma vaga Dori                                  |
| HWV 152  | Qualor l'egre pupille                                             |
| HWV 153  | Quando sperasti, o core                                           |
| HWV 154  | Quel fior che all'alba ride                                       |
| HWV 155  | Sans y penser                                                     |
| HWV 156  | Sarai contenta um di                                              |
| HWV 157  | Sarei troppo felice                                               |
| HWV 158a | Se pari e la tua fe (1.ª versão)                                  |
| HWV 158b | Se pari e la tua fe (2.ª versão)                                  |
| HWV 158c | Se pari e la tua fe (3.ª versão)                                  |
| HWV 159  | Se per fatal destino                                              |
| HWV 160a | La bianca Rosa: Sei pur bella, pur vezzosa (1.ª versão)           |
| HWV 160b | La bianca Rosa: Sei pur bella, pur vezzosa (2.ª versão)           |
| HWV 160c | La bianca Rosa: Sei pur bella, pur vezzosa (3.ª versão)           |
| HWV 161a | Sento là che ristretto                                            |
| HWV 161b | Sento là che ristretto                                            |
| HWV 161c | Sento là che ristretto                                            |
| HWV 162  | Siete rose ruggiadose                                             |
| HWV 163  | Solitudini care, amata liberta                                    |
| HWV 164a | Il Gelsomino: Son gelsomino (1.ª versão)                          |
| HWV 164b | Il Gelsomino: Son gelsomino (2.ª versão)                          |
| HWV 165  | Spande ancor a mio dispetto                                       |
| HWV 166  | Splenda l'alba in oriente                                         |
| HWV 167a | Stanco di piu soffrire (1.ª versão)                               |
| HWV 167b | Stanco di piu soffrire (2.ª versão)                               |
| HWV 168  | Partenza di Giovanni Bononcini.: Stelle, perfide stelle           |
| HWV 169  | Torna il core al suo diletto                                      |
| HWV 170  | Tra le fiamme (Il consiglio)                                      |
| HWV 171  | Tu fidel? tu costante?                                            |
| HWV 172  | Udite il mio consiglio                                            |
| HWV 173  | Un'alma innamorata                                                |
| HWV 174  | Un sospir a chi si muore                                          |
| HWV 175  | Vedendo Amor                                                      |
| HWV 176  | (Amore ucellatore): Venne voglia ad Amore                         |
| HWV 177  | Zefiretto, arresta il volo                                        |

## Duos vocais
| HWV      | Título                                       |
| -------- | -------------------------------------------- |
| HWV 178  | A morarvi io son intento                     |
| HWV 179  | Ahi, nelle sorti umane                       |
| HWV 180  | Amor, gioje mi porge                         |
| HWV 181  | Beato in ver chi puo (Beatus ille of Horace) |
| HWV 182a | Caro autor di mia doglia (1.ª versão)        |
| HWV 182b | Caro autor di mia doglia (2.ª versão)        |
| HWV 183  | Caro sutor di mia doglia (3.ª versão)        |
| HWV 184  | Che vai pensando, folle pensier              |
| HWV 185  | Conservate raddoppiate                       |
| HWV 186  | Fronda leggiera e mobile                     |
| HWV 187  | Giu nei Tartarei regni                       |
| HWV 188  | Langue, geme, sospira                        |
| HWV 189  | No, di voi non vuo' fidarmi (1.ª versão)     |
| HWV 190  | No, di voi non vuo'fidarmi (2.ª versão)      |
| HWV 191  | Quando il calme ride                         |
| HWV 192  | Quel fior che all'alba ride                  |
| HWV 193  | Se tu non lasci amore                        |
| HWV 194  | Sono liete, fortunate                        |
| HWV 195  | Spero indarno                                |
| HWV 196  | Tacete, ohime, tacete                        |
| HWV 197  | Tanti strali al sen mi scocchi               |
| HWV 198  | Troppo cruda, troppo fiera                   |
| HWV 199  | Va, speme infida                             |

## Trios vocais
| HWV      | Título                             |
| -------- | ---------------------------------- |
| HWV 200  | Quel fior che all'alba ride        |
| HWV 201a | Se tu non lasci amore (1.ª versão) |
| HWV 201b | Se tu non lasci amore (2.ª versão) |

## Árias e canções
| HWV        | Título |
| ---------- | --- |
| HWV 202    | Künft' ger Zeiten eitler Kummer |
| HWV 203    | Das zitternde Glänzen der spielenden Wellen |
| HWV 204    | Süsser Blumen Ambraflocken |
| HWV 205    | Süsse Stille, sanfte Quelle ruhiger Gelassenheit |
| HWV 206    | Singe, Seele, Gott zum Preise |
| HWV 207    | Meine Seele hört im Sehen |
| HWV 208    | Die ihr aus dunkeln Grüften |
| HWV 209    | In den angenehmen Büschen |
| HWV 210    | Flammende Rose, Zierde der Erden |
| HWV 211    | Aure dolci, deh, spirate |
| HWV 212    | Con doppia gloria mia |
| HWV 213    | Con lacrime si belle |
| HWV 214    | Dell'onda instabile |
| HWV 215    | Col valor del vostro brando |
| HWV 216    | Impari del mio core |
| HWV 217    | L'odio, sì, ma poi ritrovò |
| HWV 218    | Love's but the frailty of the mind |
| HWV 219    | Non so se avrai maio bene |
| HWV 220    | Per dar pace al mio tormento |
| HWV 221    | Quant'invidio tua fortuna |
| HWV 222    | Quanto più amara fu sorte crudele |
| HWV 223    | S'un di m'appaga, la mia crudele |
| HWV 224    | Si, crudel, tornerà |
| HWV 225    | Spera chi sa perchè la sorte |
| HWV 226    | Hunting Song or The morning is charming |
| HWV 227    | Vo' cercando tra fiori |
| HWV 228-1  | The unhappy Lovers : As Celia's fatal arrows flew |
| HWV 228-2  | Charming Cloris: Ask not the cause - The poor Shepherd : The Sun was sunk beneath the Hills                                                                  |
| HWV 228-3  | As on a Sunshine Summer's Day |
| HWV 228-4  | Bacchus Speech in Praise of Wine: Bacchus one day gayly striding                                                                                             |
| HWV 228-5  | The Polish Minuet or Miss Kitty Grevil's Delight: Charming is your shape and air                                                                             |
| HWV 228-6  | The Sailor's Complaint: Come and listen to my ditty / Hosier's Ghost: As near Portobello lying                                                               |
| HWV 228-7  | Di godere ha speranza il mio core / Oh my dearest, my lovely creature                                                                                        |
| HWV 228-8  | The forsaken Maid's Complaint: Faithless ungrateful / The slighted Swain: Cloe proves false                                                                  |
| HWV 228-9  | From scourging rebellion or A Song on the Victory obtained over the Rebels by His Royal Highness the Duke of Cumberland                                      |
| HWV 228-10 | The forsaken Nymph: Guardian Angels now protect me |
| HWV 228-11 | I like the am'rous Youth that's free |
| HWV 228-12 | Phillis: My fair, ye Swains, is gone astray |
| HWV 228-13 | Not, Cloe, that I better am |
| HWV 228-14 | Strephon's Complaint of Love: Oh cruel Tyrant Love |
| HWV 228-15 | The Satyr's Advice to a Stock-Jobber: On the shore of a low ebbing sea / Ye Swains that are courting a Maid / Molly Mogg: Says my uncle, I pray you discover |
| HWV 228-16 | Phillis be kind and hear |
| HWV 228-17 | Phillis advised: Phillis the lovely |
| HWV 228-18 | Stand round, my brave boys or Song made for the Gentlemen Volunteers of the City of London                                                                   |
| HWV 228-19 | The faithful Maid / The Melancholy Nymph: 'Twas when the seas were roaring                                                                                   |
| HWV 228-20 | The Rapture / Matchless Clarinda: When I survey Clarinda's charms / Venus now leaves                                                                         |
| HWV 228-21 | The Death of the Stag: When Phoebus the tops of the Hills does adorn                                                                                         |
| HWV 228-22 | Who to win a Woman's favour |
| HWV 228-23 | An Answer to Collin's Complaint: Ye winds to whome Collin complains                                                                                          |
| HWV 228-24 | Yes, I'm in love |

## Música para concertos espirituais
| HWV       | Título                                             |
| --------- | -------------------------------------------------- |
| HWV 229   | Cantatas d'église "Hallesche" (perdues)            |
| HWV 229-1 | Das gantze Haupt ist krank                         |
| HWV 229-2 | Es ist der alte Bund, Mensch                       |
| HWV 229-3 | Furwahr, er trug unsere Krankheit                  |
| HWV 229-4 | Thue Rechnung von dinem Hausshalten                |
| HWV 229-5 | Victoria. Der Tod ist verschlungen (in den Sieg)   |
| HWV 229-6 | Was werden wir essen                               |
| HWV 229-7 | Wer ist der, so von Edom kommt                     |
| HWV 230   | Ah! che troppo ineguali / O del ciel! Maria Regina |
| HWV 231   | Coelestis dum spirat aura (motet)                  |
| HWV 232   | Dixit Dominus Domino meo                           |
| HWV 233   | Donna, che in ciel di tanta luce splendi           |
| HWV 234   | Il Pianto di Maria: Giunta l'ora fatal             |
| HWV 235   | Haec est Regina Virginum                           |
| HWV 236   | Laudate pueri Dominum                              |
| HWV 237   | Laudate pueri Dominum                              |
| HWV 238   | Nisi Dominus / Gloria Patri                        |
| HWV 239   | O qualis de coelo sonus                            |
| HWV 240   | Saeviat tellus inter rigores                       |
| HWV 241   | Salve Regina                                       |
| HWV 242   | Silete venti (motet)                               |
| HWV 243   | Te decus virginum (música perdida)                 |
| HWV 244   | Kyrie eleison                                      |
| HWV 245   | Gloria in excelsis Deo                             |

## Antífonas para coros
| HWV           | Título                                                                 |
| ------------- | ---------------------------------------------------------------------- |
| HWV 246 a 256 | Chandos Anthems                                                        |
| HWV 246       | O be joyful in the Lord                                                |
| HWV 247       | In the Lord put I                                                      |
| HWV 248       | Have Mercy upon me                                                     |
| HWV 249a      | O sing unto the Lord a new song (1.ª versão)                           |
| HWV 249b      | O sing unto the Lord a new song (2.ª versão)                           |
| HWV 250a      | I will magnify thee (1.ª versão)                                       |
| HWV 250b      | I will magnify thee (2.ª versão)                                       |
| HWV 251a      | As pants the hart (1.ª versão)                                         |
| HWV 251b      | As pants the hart (2.ª versão)                                         |
| HWV 251c      | As pants the hart (3.ª versão)                                         |
| HWV 251d      | As pants the hart (4.ª versão)                                         |
| HWV 252       | My song shall be alway                                                 |
| HWV 253       | O come let us sing unto the Lord                                       |
| HWV 254       | O praise the Lord with one consent                                     |
| HWV 255       | The Lord is my light                                                   |
| HWV 256a      | Let God arise (1.ª versão)                                             |
| HWV 256b      | Let God arise (2.ª versão)                                             |
| HWV 257       | O praise the Lord, ye angels of his (autenticidade em dúvida)          |
| HWV 258 a 261 | Coronation Anthems (Hinos de Coroação)                                 |
| HWV 258       | Zadok the Priest                                                       |
| HWV 259       | Let thy hand be strengthened                                           |
| HWV 260       | The King shall rejoice                                                 |
| HWV 261       | My heart is inditing                                                   |
| HWV 262       | This is the day which the Lord hath made                               |
| HWV 263       | Sing unto God, ye kingdoms of the earth                                |
| HWV 264       | The ways of Zion do mourn (ou Funeral Anthem for Queen Caroline)       |
| HWV 265       | The King shall rejoice                                                 |
| HWV 266       | How beautiful are the feet of them                                     |
| HWV 267       | How beautiful are the feet of them (Fragment)                          |
| HWV 268       | Blessed are they that considerth the poor (pour le Foundling Hospital) |

## Antífonas para voz solo
| HWV     | Título          |
| ------- | --------------- |
| HWV 269 | Amen, Alleluja  |
| HWV 270 | Amen            |
| HWV 271 | Amen, Alleluja  |
| HWV 272 | Alleluja, Amen  |
| HWV 273 | Alleluja, Amen  |
| HWV 274 | Alleluja, Amen  |
| HWV 275 | Amen, Alleluja  |
| HWV 276 | Amen, Halleluja |
| HWV 277 | Halleluja, Amen |

## Composições litúrgicas
| HWV     | Título                                             |
| ------- | -------------------------------------------------- |
| HWV 278 | Te Deum (para o tratado de Utrecht)                |
| HWV 279 | Jubilate (O be joyful) (para o tratado de Utrecht) |
| HWV 280 | Te Deum (composto para feu la reine Caroline)      |
| HWV 281 | Te Deum (Chandos)                                  |
| HWV 282 | Te Deum                                            |
| HWV 283 | Te Deum (pour la victoire de Dettingen)            |

## Hinos
| HWV     | Título                                              |
| ------- | --------------------------------------------------- |
| HWV 284 | The Invitation: Sinners obey the Gospel word        |
| HWV 285 | Desiring to love: O Love divine, how sweet thou art |
| HWV 286 | On the Resurection: Rejoice, the Lord is King       |

## Concertos para 1-2 instrumentos solo e orquestra
| HWV      | Título                                                                            |
| -------- | --------------------------------------------------------------------------------- |
| HWV 287  | Concerto, em sol menor, para oboé e orquestra                                     |
| HWV 288  | Sonata (Concerto), em si bemol maior, para 5 violinos e orquestra                 |
| HWV 289  | Concerto, em sol menor, para órgão e orquestra (opus 4/1)                         |
| HWV 290  | Concerto, em si bemol maior, para órgão e orquestra (opus 4/2)                    |
| HWV 291  | Concerto, em sol menor, para órgão e orquestra (opus 4/3)                         |
| HWV 292  | Concerto, em fá maior, para órgão e orquestra (opus 4/4)                          |
| HWV 293  | Concerto, em fá maior, para órgão e orquestra (opus 4/5)                          |
| HWV 294  | Concerto, em si bemol maior, para órgão e orquestra (opus 4/6)                    |
| HWV 295  | Concerto, em fá maior, para órgão e orquestra                                     |
| HWV 296a | Concerto, em lá maior, para órgão e orquestra                                     |
| HWV 296b | Concerto, em lá maior, para órgão e orquestra Pasticcio Konzert                   |
| HWV 297  | Concerto, em ré menor, para órgão solo (segundo HWV 328)                          |
| HWV 298  | Concerto, em sol maior, para órgão solo (segundo HWV 319)                         |
| HWV 299  | Concerto, em ré maior, para órgão solo (segundo HWV 323)                          |
| HWV 300  | Concerto, em sol menor, para órgão solo (segundo HWV 324)                         |
| HWV 301  | Concerto, em si bemol maior, para oboé e orquestra                                |
| HWV 302a | Concerto, em si bemol maior, para oboé e orquestra                                |
| HWV 302b | Suite de peças (Konzersatz), em fá maior, para oboé, cor, cordas e baixo contínuo |
| HWV 303  | Concerto (Adagio), em ré menor, para 2 órgãos e orquestra                         |
| HWV 304  | Concerto, em ré menor, para órgão e orquestra                                     |
| HWV 305a | Concerto, em fá maior, para órgão e orquestra                                     |
| HWV 305b | Concerto, em fá maior, para órgão solo                                            |
| HWV 306  | Concerto, em si bemol maior, para órgão e orquestra (opus 7/1)                    |
| HWV 307  | Concerto, em lá maior, para órgão e orquestra (opus 7/2)                          |
| HWV 308  | Concerto, em si bemol maior, para órgão e orquestra (opus 7/3)                    |
| HWV 309  | Concerto, em ré menor, para órgão e orquestra (opus 7/4)                          |
| HWV 310  | Concerto, em sol menor, para órgão e orquestra (opus 7/5)                         |
| HWV 311  | Concerto, em si bemol maior, para órgão e orquestra (opus 7/6)                    |

## Concerti grossi e concertos para orquestra
| HWV           | Título |
| ------------- | --- |
| HWV 312 a 317 | 6 concertos grossos para orquestra, Opus 3                                                                                |
| HWV 312       | Concerto grosso, em si bemol maior, para orquestra (opus 3/1)                                                             |
| HWV 313       | Concerto grosso, em si bemol maior, para orquestra (opus 3/2)                                                             |
| HWV 314       | Concerto grosso, em sol maior, para orquestra (opus 3/3)                                                                  |
| HWV 315       | Concerto grosso, em fá maior, para orquestra (opus 3/4)                                                                   |
| HWV 316       | Concerto grosso, em ré menor, para orquestra (opus 3/5)                                                                   |
| HWV 317       | Concerto grosso, em ré maior / ré menor, para orquestra (opus 3/6)                                                        |
| HWV 318       | Concerto grosso, em dó maior, para orquestra Concerto dans HWV 75 Alexander's Feast                                       |
| HWV 319       | Concerto grosso, em sol maior, para orquestra (opus 6/1)                                                                  |
| HWV 320       | Concerto grosso, em fá maior, para orquestra (opus 6/2)                                                                   |
| HWV 321       | Concerto grosso, em mi menor, para orquestra (opus 6/3)                                                                   |
| HWV 322       | Concerto grosso, em lá menor, para orquestra (opus 6/4)                                                                   |
| HWV 323       | Concerto grosso, em ré maior, para orquestra (opus 6/5)                                                                   |
| HWV 324       | Concerto grosso, em sol menor, para orquestra (opus 6/6)                                                                  |
| HWV 325       | Concerto grosso, em si bemol maior, para orquestra (opus 6/7)                                                             |
| HWV 326       | Concerto grosso, em dó menor, para orquestra (opus 6/8)                                                                   |
| HWV 327       | Concerto grosso, em fá maior, para orquestra (opus 6/9)                                                                   |
| HWV 328       | Concerto grosso, em ré menor, para orquestra (opus 6/10)                                                                  |
| HWV 329       | Concerto grosso, em lá maior, para orquestra (opus 6/11)                                                                  |
| HWV 330       | Concerto grosso, em si menor, para orquestra (opus 6/12)                                                                  |
| HWV 331       | Concerto, em fá maior, para oboé, flauta, cor, cordes e baixo contínuo                                                    |
| HWV 332       | Concerto (a due cori), em si bemol maior, para 2 ensembles de cuivres e cordes (Concerto fait a partir de chœurs)         |
| HWV 333       | Concerto (a due cori), em fá maior, para 2 ensembles de cuivres e cordes                                                  |
| HWV 334       | Concerto (a due cori), em fá maior, para 2 ensembles de cuivres e cordes (Concerto dans l'oratório Judas Maccabeus HWV63) |
| HWV 335a      | Concerto, em ré maior, para trompette, cor, orquestra e órgão                                                             |
| HWV 335b      | Concerto (a due cori), em fá maior ?                                                                                      |

## Aberturas, sinfonias, suites e suites de andamentos
| HWV     | Título                                                                                            |
| ------- | ------------------------------------------------------------------------------------------------- |
| HWV 336 | Abertura, em si bemol maior, para orquestra                                                       |
| HWV 337 | Abertura, em ré maior, para orquestra                                                             |
| HWV 338 | Adagio, em si menor / Allegro, em ré maior, para orquestra                                        |
| HWV 339 | Sinfonia, em si maior, para 2 violinos e baixo contínuo                                           |
| HWV 340 | Allegro, em sol maior, para 2 violinos e baixo contínuo                                           |
| HWV 341 | Abertura, em ré maior, para orquestra Handel's Water Piece                                        |
| HWV 342 | Abertura, em fá maior, para orquestra                                                             |
| HWV 343 | Ritournelle e Chaconne, em sol maior, para orquestra (pour HWV 435)                               |
| HWV 344 | Coro e Minuetoo, em ré maior, para cordas e baixo contínuo (de HWV 3)                             |
| HWV 345 | Marcha, em ré maior, para orquestra                                                               |
| HWV 346 | Marcha, em fá maior, para orquestra March in Ptolomy                                              |
| HWV 347 | Sinfonia, em si bemol maior, para orquestra                                                       |
| HWV 348 | Suite, em fá maior, para orquestra Water Music                                                    |
| HWV 349 | Suite, em ré maior, para orquestra Water Music                                                    |
| HWV 350 | Suite, em sol maior, para orquestra Water Music                                                   |
| HWV 351 | Music for the Royal Fireworks para orquestra                                                      |
| HWV 352 | Suite, em si bemol maior, para orquestra (de HWV 4: Die verwandelte Daphne)                       |
| HWV 353 | Suite, em sol maior, para orquestra (de HWV 4: Die verwandelte Daphne)                            |
| HWV 354 | Suite, em si bemol maior, para cordas e baixo contínuo (de HWV 3: Der begluckte Florindo)         |
| HWV 355 | Ária (Hornpipe), em dó menor, para cordas e baixo contínuo                                        |
| HWV 356 | Hornpipe, em ré maior, para cordas e baixo contínuo (composto para le Concert a Vauxhaul em 1740) |

## Sonatas para instrumento solista e baixo contínuo
| HWV      | Título                                                              |
| -------- | ------------------------------------------------------------------- |
| HWV 357  | Sonata, em si bemol maior, para oboé e baixo contínuo               |
| HWV 358  | Sonata, em sol maior, para violino e baixo contínuo                 |
| HWV 359a | Sonata, em ré menor, para violino e baixo contínuo                  |
| HWV 359b | Sonata, em mi menor, para flauta e baixo contínuo (opus 1/1b)       |
| HWV 360  | Sonata, em sol menor, para flauta doce e baixo contínuo (opus 1/2)  |
| HWV 361  | Sonata, em lá maior, para violino e baixo contínuo (opus 1/3)       |
| HWV 362  | Sonata, em lá menor, para flauta doce e baixo contínuo (opus 1/4)   |
| HWV 363a | Sonata, em fá maior, para oboé e baixo contínuo                     |
| HWV 363b | Sonata, em sol maior, para flauta e baixo contínuo (opus 1/5)       |
| HWV 364a | Sonata, em sol menor, para violino/oboé e baixo contínuo (opus 1/6) |
| HWV 364b | Sonata, em sol menor, para viola da gamba e baixo contínuo          |
| HWV 365  | Sonata, em dó maior, para flauta doce e baixo contínuo (opus 1/7)   |
| HWV 366  | Sonata, em dó menor, para oboé e baixo contínuo (opus 1/8)          |
| HWV 367a | Sonata, em ré menor, para flauta doce e baixo contínuo              |
| HWV 367b | Sonata, em si menor, para flauta e baixo contínuo (opus 1/9)        |
| HWV 368  | Sonata, em sol menor, para violino e baixo contínuo (opus 1/10)     |
| HWV 369  | Sonata, em fá maior, para flauta doce e baixo contínuo (opus 1/11)  |
| HWV 370  | Sonata, em fá maior, para violino e baixo contínuo (opus 1/12)      |
| HWV 371  | Sonata, em ré maior, para violino e baixo contínuo (opus 1/13)      |
| HWV 372  | Sonata, em lá maior, para violino e baixo contínuo (opus 1/14)      |
| HWV 373  | Sonata, em mi maior, para violino e baixo contínuo (opus 1/15)      |
| HWV 374  | Sonata, em lá menor, para flauta e baixo contínuo                   |
| HWV 375  | Sonata, em mi menor, para flauta e baixo contínuo                   |
| HWV 376  | Sonata, em si menor, para flauta e baixo contínuo                   |
| HWV 377  | Sonata, em si bemol maior, para flauta doce e baixo contínuo        |
| HWV 378  | Sonata, em ré maior, para flauta e baixo contínuo                   |
| HWV 379  | Sonata, em mi menor, para flauta e baixo contínuo (opus 1/1a)       |

## Sonatas em trio
| HWV      | Título |
| -------- | --- |
| HWV 380  | Sonata, em si bemol maior, para oboé e violino (ou 2 oboé) com baixo contínuo                             |
| HWV 381  | Sonata, em ré menor, para oboé e violino (ou 2 oboé) com baixo contínuo                                   |
| HWV 382  | Sonata, em mi bemol maior, para oboé e violino (ou 2 oboé) com baixo contínuo                             |
| HWV 383  | Sonata, em fá maior, para oboé e violino (ou 2 oboé) com baixo contínuo                                   |
| HWV 384  | Sonata, em sol maior, para oboé e violino (ou 2 oboé) com baixo contínuo                                  |
| HWV 385  | Sonata, em ré maior, para oboé e violino (ou 2 oboé) com baixo contínuo                                   |
| HWV 386a | Sonata, em dó menor, para flauta (oboé) e violino com baixo contínuo (opus 2/1a)                          |
| HWV 386b | Sonata, em si menor, para flauta (violino) e violino com baixo contínuo (opus 2/1b)                       |
| HWV 387  | Sonata, em sol menor, para 2 violinos com baixo contínuo (opus 2/2)                                       |
| HWV 388  | Sonata, em si bemol maior, para 2 violinos / 2 oboé / flauta e violino com baixo contínuo (opus 2/4)      |
| HWV 389  | Sonata, em fá maior, para flauta (flauta, oboé, violino) / violino (flauta) com baixo contínuo (opus 2/5) |
| HWV 390a | Sonata, em sol menor, para violino e alto com baixo contínuo (opus 2/6a)                                  |
| HWV 390b | Sonata, em sol menor, para 2 violinos com violoncelo e cravo / órgão (opus 2/6b)                          |
| HWV 391  | Sonata, em sol menor, para violino e alto com baixo contínuo (opus 2/7)                                   |
| HWV 392  | Sonata, em fá maior, para violino e alto com baixo contínuo (opus 2/3)                                    |
| HWV 393  | Sonata, em sol menor, para violino e alto com baixo contínuo (opus 2/8)                                   |
| HWV 394  | Sonata, em mi maior, para violino e alto com baixo contínuo (opus 2/9)                                    |
| HWV 395  | Sonata, em mi menor, para 2 flautas com baixo contínuo                                                    |
| HWV 396  | Sonata, em lá maior, para 2 violinos com baixo contínuo (opus 5/1)                                        |
| HWV 397  | Sonata, em ré maior, para 2 violinos com baixo contínuo (opus 5/2)                                        |
| HWV 398  | Sonata, em mi menor, para 2 violinos com baixo contínuo (opus 5/3)                                        |
| HWV 399  | Sonata, em sol maior, para 2 violinos (viola de gamba ad libitum) com baixo contínuo (opus 5/4)           |
| HWV 400  | Sonata, em sol menor, para 2 violinos com baixo contínuo (5/5)                                            |
| HWV 401  | Sonata, em fá maior, para 2 violinos com baixo contínuo (5/6)                                             |
| HWV 402  | Sonata, em si bemol maior, para 2 violinos com baixo contínuo (5/7)                                       |
| HWV 403  | Sonata, em dó maior, para 2 violinos com baixo contínuo                                                   |
| HWV 404  | Sonata, em sol menor, para oboé/violino, violino com baixo contínuo                                       |
| HWV 405  | Sonata, em fá maior, para 2 flautas com baixo contínuo                                                    |

## Andamentos diversos para vários instrumentos
| HWV       | Título                                                                                         |
| --------- | ---------------------------------------------------------------------------------------------- |
| HWV 406   | Adagio-Allegro, em lá maior, para violino e outro instrumento                                  |
| HWV 407   | Allegro, em sol maior, para violino solo                                                       |
| HWV 408   | Allegro, em dó menor, para violino e baixo contínuo                                            |
| HWV 409   | Andante, em ré menor, para flauta e baixo contínuo                                             |
| HWV 410   | Aria, em fá maior, para 2 oboé, 2 coros e flauta                                               |
| HWV 411   | Aria, em fá maior, para 2 oboé/violinos, 2 coros e flauta                                      |
| HWV 412   | Andante, em lá menor, para violino e baixo contínuo                                            |
| HWV 413   | Gigue, em si bemol maior, para violino, alto e baixo contínuo                                  |
| HWV 414   | Marcha, em dó maior, para fife (querpfiefe) e baixo contínuo                                   |
| HWV 415   | Marcha, em ré maior, para fife (querpfiefe) e baixo contínuo                                   |
| HWV 416   | Marcha (Allegro), em ré maior, para 2 oboé, trompete e flauta Dragoon's March                  |
| HWV 417   | Marcha, em ré maior, para 2 coros ou 2 oboé e flauta                                           |
| HWV 418   | Marcha, em sol maior, para 2 oboé ou 2 violinos e flauta                                       |
| HWV 419-1 | Marcha, em sol maior, para flauta ou oboé ou violino e baixo contínuo March in Ptolomy         |
| HWV 419-2 | Marcha, em sol maior, para flauta ou oboé ou violino e baixo contínuo Ld. Loudon's March       |
| HWV 419-3 | Marcha, em sol maior, para flauta ou oboé ou violino e baixo contínuo Admiral Boscowin's March |
| HWV 419-4 | Marcha, em fá maior, para flauta ou oboé ou violino e baixo contínuo                           |
| HWV 419-5 | Marcha, em dó maior, para flauta ou oboé ou violino e baixo contínuo                           |
| HWV 419-6 | Marcha, em dó maior, para flauta ou oboé ou violino e baixo contínuo Handel's March            |
| HWV 420   | Minueto, em ré maior, para violino e baixo contínuo                                            |
| HWV 421   | Minueto, em ré maior, para violino e baixo contínuo                                            |
| HWV 422   | Minueto, em sol maior, para 2 oboés, 2 coros e flauta                                          |
| HWV 423   | Minueto, em sol maior, para 2 oboés, 2 coros e flauta                                          |
| HWV 424   | Abertura, em ré maior, para 2 clarinetes e corno da caccia                                     |
| HWV 425   | Ária (Sarabande), em mi maior, para violino e baixo contínuo                                   |

## Suites e aberturas para cravo
| HWV         | Título                                                            |
| ----------- | ----------------------------------------------------------------- |
| HWV 426-433 | Oito suites para cravo                                            |
| HWV 426     | Suite de pièces, em lá maior, para cravo                          |
| HWV 427     | Suite de pièces, em fá maior, para cravo                          |
| HWV 428     | Suite de pièces, em ré menor, para cravo                          |
| HWV 429     | Suite de pièces, em mi menor, para cravo                          |
| HWV 430     | Suite de pièces, em mi maior, para cravo                          |
| HWV 431     | Suite de pièces, em fá sustenido menor, para cravo                |
| HWV 432     | Suite de pièces, em sol menor, para cravo                         |
| HWV 433     | Suite de pièces, em fá menor, para cravo                          |
| HWV 434-442 | Nove suites para cravo                                            |
| HWV 434     | Suite de pièces, em si bemol maior                                |
| HWV 435     | Chaconne, em sol maior, com 21 variações (1.ª, 2.ª e 3.ª versões) |
| HWV 436     | Suite de pièces, em ré menor, para cravo                          |
| HWV 437     | Suite de pièces, em ré menor, para cravo                          |
| HWV 438     | Suite de pièces, em dó maior, para cravo                          |
| HWV 439     | Suite de pièces, em sol menor, para cravo                         |
| HWV 440     | Suite de pièces, em si bemol maior, para cravo                    |
| HWV 441     | Suite de pièces, em sol maior, para cravo                         |
| HWV 442     | Prelúdio e Chaconne, em sol maior, com 62 variações               |
| HWV 443     | Suite, em dó maior, com Chaconne e 26 variações para cravo        |
| HWV 444     | Partita, em dó menor, para cravo                                  |
| HWV 445     | Suite, em dó menor, para cravo                                    |
| HWV 446     | Suite, em dó menor, para 2 cravos (Fragment)                      |
| HWV 447     | Suite, em ré menor, para cravo                                    |
| HWV 448     | Suite, em ré menor, com Chaconne e 10 variações para cravo        |
| HWV 449     | Suite, em ré menor, com Ária e 7 variações para cravo             |
| HWV 450     | Partita, em sol maior, para cravo                                 |
| HWV 451     | Suite, em sol menor, para cravo                                   |
| HWV 452     | Suite, em sol menor, para cravo                                   |
| HWV 453     | Suite, em sol menor, para cravo                                   |
| HWV 454     | Partita, em lá maior, para cravo                                  |
| HWV 455     | Suite, em si bemol maior, para cravo                              |
| HWV 456-1   | Abertura, em ré menor, para cravo (de HWV 8a: Il Pastor fido)     |
| HWV 456-2   | Abertura, em dó menor, para cravo (de HWV 11: Amadigi)            |
| HWV 456-3   | Abertura, em sol menor, para cravo (de HWV 16: Flavio)            |
| HWV 456-4   | Abertura, em dó maior, para cravo (de HWV 19: Rodelinda)          |
| HWV 456-5   | Abertura, em ré maior, para cravo (de HWV 23: Ricardo I)          |

## Andamentos diversos e danças
| Andamentos diversos e danças (HWV 457-612) | HWV                                                                                           | Título |
| HWV 457                                    | Ária, em dó maior, para cravo                                                                 |        |
| HWV 458                                    | Ária, em dó menor, para cravo                                                                 |        |
| HWV 459                                    | Ária, em dó maior, para cravo                                                                 |        |
| HWV 460                                    | Ária (Marcha), em ré maior, para cravo                                                        |        |
| HWV 461                                    | Ária (Hornpipe), em ré menor, para cravo                                                      |        |
| HWV 462                                    | (Ária en) Minueto, em ré menor, para cravo                                                    |        |
| HWV 463                                    | Ária, em fá maior, para cravo                                                                 |        |
| HWV 464                                    | Ária, em fá maior, para cravo                                                                 |        |
| HWV 465                                    | Ária e 2 doubles, em fá maior, para cravo                                                     |        |
| HWV 466                                    | Ária, em sol menor, para cravo de teclado duplo                                               |        |
| HWV 467                                    | Ária, em sol menor, para cravo                                                                |        |
| HWV 468                                    | Ária, em lá maior, para cravo                                                                 |        |
| HWV 469                                    | Ária, em si bemol maior, para cravo                                                           |        |
| HWV 470                                    | Ária, em si bemol maior, para cravo de teclado duplo                                          |        |
| HWV 471                                    | Ária, em si bemol maior, para cravo                                                           |        |
| HWV 472                                    | Allegro, em dó maior, para cravo                                                              |        |
| HWV 473                                    | Allegro, em dó maior, para une relógio musical                                                |        |
| HWV 474                                    | Ária, em sol maior, para cravo (de HWV 49a: Acis e Galatea)                                   |        |
| HWV 475                                    | Allegro, em ré menor, para cravo                                                              |        |
| HWV 476                                    | Allemande, em fá maior, para cravo                                                            |        |
| HWV 477                                    | Allemande, em lá maior, para cravo                                                            |        |
| HWV 478                                    | Allemande, em lá menor, para cravo                                                            |        |
| HWV 479                                    | Allemande, em si menor, para cravo                                                            |        |
| HWV 480                                    | Choral Jesu meine Freunde, em sol menor, para cravo                                           |        |
| HWV 481                                    | Capriccio, em fá maior, para cravo                                                            |        |
| HWV 482-1                                  | Molto voglio, em dó maior, para cravo (de HWV 7a: Rinaldo)                                    |        |
| HWV 482-2                                  | Sventurato, godi, o core abbandonato, em mi bemol maior, para cravo (de HWV 14: Floridante)   |        |
| HWV 482-3                                  | Ombra cara di mia sposa, em fá menor, para cravo (de HWV 12a: Radamisto)                      |        |
| HWV 482-4                                  | Pupille sdegnose! sareste pietose, em fá maior, para cravo (de HWV 13: Muzio Scevola (ato 3)) |        |
| HWV 482-5                                  | Come, se ti vedro, em sol maior, para cravo (de HWV 13: Muzio Scevola (ato 3))                |        |
| HWV 483                                    | Capriccio, em sol menor, para cravo                                                           |        |
| HWV 484                                    | Chaconne com 49 variações, em dó maior, para cravo                                            |        |
| HWV 485                                    | Chaconne, em fá maior, para cravo de teclado duplo                                            |        |
| HWV 486                                    | Chaconne, em sol menor, para cravo                                                            |        |
| HWV 487                                    | Concerto, em sol maior, para cravo                                                            |        |
| HWV 488                                    | Allegro (Courante), em fá maior, para cravo                                                   |        |
| HWV 489                                    | Courante, em si menor, para cravo                                                             |        |
| HWV 490                                    | Fantaisie, em dó maior, para cravo                                                            |        |
| HWV 491                                    | Gavotte, em sol maior, para cravo                                                             |        |
| HWV 492                                    | Gigue, em fá maior, para cravo                                                                |        |
| HWV 493                                    | Gigue, em sol menor, para cravo (1.ª e 2.ª versões)                                           |        |
| HWV 494                                    | Impertinence (Bourrée), em sol menor, para orquestra                                          |        |
| HWV 495                                    | Lesson (Gigue), em ré menor, para cravo                                                       |        |
| HWV 496                                    | Lesson, em lá menor, para cravo                                                               |        |
| HWV 497                                    | Minueto, em dó maior, para cravo (de HWV 19: Rodelinda (Abertura))                            |        |
| HWV 498                                    | Minueto, em dó maior, para cravo                                                              |        |
| HWV 499                                    | Minueto, em dó menor, para cravo (de HWV 18: Tamerlano (Abertura))                            |        |
| HWV 500                                    | Minueto, em ré maior, para cravo                                                              |        |
| HWV 501                                    | Minueto, em ré maior, para cravo                                                              |        |
| HWV 502                                    | Minueto, em ré maior, para cravo (de HWV 3: Der begluckte Florindo)                           |        |
| HWV 503                                    | Minueto, em ré maior, para cravo                                                              |        |
| HWV 504                                    | Minueto, em ré maior, para cravo (de HWV 12a: Radamisto)                                      |        |
| HWV 505                                    | Minueto, em ré maior, para cravo                                                              |        |
| HWV 506                                    | Minueto, em ré maior, para cravo                                                              |        |
| HWV 507                                    | Minueto, em ré menor, para cravo (1.ª e 2.ª versões)                                          |        |
| HWV 508                                    | Minueto, em ré menor/mi menor, para cravo (de HWV 16: Flavio)                                 |        |
| HWV 509                                    | Minueto, em fá maior, para cravo                                                              |        |
| HWV 510                                    | Minueto, em fá maior, para cravo (de HWV 14: Floridante)                                      |        |
| HWV 511                                    | Minueto, em fá maior, para cravo                                                              |        |
| HWV 512                                    | Minueto, em fá maior, para cravo (de HWV 24: Siroe)                                           |        |
| HWV 513                                    | Minueto, em fá maior/sol maior, para cravo                                                    |        |
| HWV 514                                    | Minueto, em fá maior/sol maior, para cravo                                                    |        |
| HWV 515                                    | Minueto, em fá maior/sol maior, para cravo                                                    |        |
| HWV 516                                    | Minueto, em fá maior, para cravo (1.ª, 2.ª e 3.ª versões)                                     |        |
| HWV 517                                    | Minueto, em fá maior, para cravo                                                              |        |
| HWV 518                                    | Minueto, em fá maior, para cravo                                                              |        |
| HWV 519                                    | Minueto, em fá maior, para cravo                                                              |        |
| HWV 520                                    | Minueto, em fá maior, para cravo                                                              |        |
| HWV 521                                    | Minueto, em sol maior, para cravo                                                             |        |
| HWV 522                                    | Minueto, em sol maior, para cravo                                                             |        |
| HWV 523                                    | Minueto, em sol maior, para cravo                                                             |        |
| HWV 524                                    | Minueto, em sol maior, para cravo                                                             |        |
| HWV 525                                    | Minueto, em sol maior, para cravo                                                             |        |
| HWV 526                                    | Minueto, em sol maior, para cravo                                                             |        |
| HWV 527                                    | Minueto, em sol maior, para cravo                                                             |        |
| HWV 528                                    | Minueto, em sol maior, para cravo                                                             |        |
| HWV 529                                    | Minueto, em sol maior, para cravo                                                             |        |
| HWV 530                                    | Minueto, em sol maior, para cravo                                                             |        |
| HWV 531                                    | Minueto, em sol maior, para cravo                                                             |        |
| HWV 532                                    | Minueto, em sol menor, para cravo                                                             |        |
| HWV 533                                    | Minueto, em sol menor, para cravo                                                             |        |
| HWV 534                                    | Minueto, em sol menor, para cravo (1.ª e 2.ª versões)                                         |        |
| HWV 535                                    | Minueto, em sol menor, para cravo Minueto favori de la princesse Sophia (1.ª e 2.ª versões)   |        |
| HWV 536                                    | Minueto, em sol menor, para cravo                                                             |        |
| HWV 537                                    | Minueto, em sol menor, para cravo (1.ª e 2.ª versões)                                         |        |
| HWV 538                                    | Minueto, em sol menor, para cravo (1.ª e 2.ª versões)                                         |        |
| HWV 539                                    | Minueto, em sol menor, para cravo (1.ª e 2.ª versões)                                         |        |
| HWV 540                                    | Minueto, em sol menor, para cravo (1.ª e 2.ª versões)                                         |        |
| HWV 541                                    | Minueto, em sol menor, para cravo                                                             |        |
| HWV 542                                    | Minueto, em sol menor, para cravo                                                             |        |
| HWV 543                                    | Minueto, em sol menor, para cravo                                                             |        |
| HWV 544                                    | Minueto, em lá maior, para cravo                                                              |        |
| HWV 545                                    | Minueto, em lá maior, para cravo                                                              |        |
| HWV 546                                    | Minueto, em lá maior, para cravo                                                              |        |
| HWV 547                                    | Minueto, em lá menor, para cravo                                                              |        |
| HWV 548                                    | Minueto, em lá menor, para cravo                                                              |        |
| HWV 549                                    | Minueto, em lá menor, para cravo                                                              |        |
| HWV 550                                    | Minueto, em si bemol maior, para cravo (de HWV 3: Der begluckte Florindo)                     |        |
| HWV 551                                    | Minueto, em si bemol maior, para cravo                                                        |        |
| HWV 552                                    | Minueto, em si bemol maior, para cravo                                                        |        |
| HWV 553                                    | Minueto, em si bemol maior, para cravo                                                        |        |
| HWV 554                                    | Minueto, em si bemol maior, para cravo                                                        |        |
| HWV 555                                    | Minueto, em si bemol maior, para cravo (1.ª e 2.ª versões)                                    |        |
| HWV 556                                    | Minueto, em si bemol maior, para cravo                                                        |        |
| HWV 557                                    | Minueto, em si bemol maior, para cravo                                                        |        |
| HWV 558                                    | Minueto, em si menor, para cravo (de HWV 28: Poro)                                            |        |
| HWV 559                                    | Passepied, em dó maior, para cravo                                                            |        |
| HWV 560                                    | Passepied, em lá maior, para cravo                                                            |        |
| HWV 561                                    | Prélude, em ré menor, para cravo                                                              |        |
| HWV 562                                    | Prelúdio (Harpeggio), em ré menor, para cravo                                                 |        |
| HWV 563                                    | Prélude, em ré menor, para cravo                                                              |        |
| HWV 564                                    | Prélude, em ré menor, para cravo                                                              |        |
| HWV 565                                    | Prélude, em ré menor, para cravo                                                              |        |
| HWV 566                                    | Prélude, em mi maior, para cravo                                                              |        |
| HWV 567                                    | Prélude, em fá maior, para cravo                                                              |        |
| HWV 568                                    | Prélude, em fá menor, para cravo                                                              |        |
| HWV 569                                    | Prélude, em fá menor, para cravo Arpeggio del Cook                                            |        |
| HWV 570                                    | Prelúdio (Harpeggio), em fá sustenido menor, para cravo                                       |        |
| HWV 571                                    | Prelúdio e Capriccio, em sol maior, para cravo                                                |        |
| HWV 572                                    | Prélude, em sol menor, para cravo                                                             |        |
| HWV 573                                    | Prelúdio (Harpeggio), em sol menor, para cravo                                                |        |
| HWV 574                                    | Prelúdio e Allegro (Sonata), em sol menor, para cravo                                         |        |
| HWV 575                                    | Prelúdio (Harpeggio), em lá menor, para cravo                                                 |        |
| HWV 576                                    | Prelúdio e Allegro, em lá menor, para cravo                                                   |        |
| HWV 577                                    | Sonata (Fantaisie), em dó maior, para cravo                                                   |        |
| HWV 578                                    | Sonata com trio e gavotte, em dó maior, para relógio musical                                  |        |
| HWV 579                                    | Sonata, em sol maior, para cravo de teclado duplo                                             |        |
| HWV 580                                    | Sonata, em sol menor, para cravo                                                              |        |
| HWV 581                                    | Sonatina, em ré menor, para cravo                                                             |        |
| HWV 582                                    | Sonatina (Fuga), em sol maior, para cravo                                                     |        |
| HWV 583                                    | Sonatina, em sol menor, para cravo                                                            |        |
| HWV 584                                    | Sonatina, em lá menor, para cravo                                                             |        |
| HWV 585                                    | Sonatina, em si bemol maior, para cravo                                                       |        |
| HWV 586                                    | Tocata, em sol menor, para cravo                                                              |        |
| HWV 587                                    | Ária, em fá maior, para relógio musical                                                       |        |
| HWV 588                                    | Composição, em dó maior, para relógio musical                                                 |        |
| HWV 589                                    | Gigue, em dó maior, para relógio musical                                                      |        |
| HWV 590                                    | Ária, em dó maior, para relógio musical (de HWV30: Sosarmes)                                  |        |
| HWV 591                                    | Ária, em fá maior, para relógio musical                                                       |        |
| HWV 592                                    | Ária, em dó maior, para relógio musical (de HWV15: Ottone)                                    |        |
| HWV 593                                    | Ária, em dó maior, para relógio musical (de HWV32: Ariadne)                                   |        |
| HWV 594                                    | Ária, em sol maior, para relógio musical                                                      |        |
| HWV 595                                    | Ária, em dó maior, para relógio musical (de HWV15: Ottone)                                    |        |
| HWV 596                                    | Ária, em dó maior, para relógio musical (de HWV30: Sosarmes)                                  |        |
| HWV 597                                    | Ária, em dó maior, para relógio musical (de HWV32: Ariadne)                                   |        |
| HWV 598                                    | Sonata, em dó maior, para relógio musical                                                     |        |
| HWV 599                                    | Gigue, em dó maior, para relógio musical                                                      |        |
| HWV 600                                    | Composição, em lá maior, para relógio musical Flight of Angels                                |        |
| HWV 601                                    | Ária, em dó maior, para relógio musical                                                       |        |
| HWV 602                                    | Minueto, em lá menor, para relógio musical                                                    |        |
| HWV 603                                    | Minueto, em lá menor, para relógio musical                                                    |        |
| HWV 604                                    | Ária, em lá menor, para relógio musical                                                       |        |
| HWV 605                                    | Fuga ou Composição, em sol menor, para órgão ou cravo                                         |        |
| HWV 606                                    | Fuga ou Composição, em sol maior, para órgão ou cravo                                         |        |
| HWV 607                                    | Fuga ou Composição, em si bemol maior, para órgão ou cravo                                    |        |
| HWV 608                                    | Fuga ou Composição, em si menor, para órgão ou cravo                                          |        |
| HWV 609                                    | Fuga ou Composição, em lá menor, para órgão ou cravo                                          |        |
| HWV 610                                    | Fuga ou Composição, em dó menor, para órgão ou cravo                                          |        |
| HWV 611                                    | Fuga, em fá maior, para órgão ou cravo                                                        |        |
| HWV 612                                    | Fuga, em mi maior, para órgão ou cravo                                                        |        |